# Tentpole
Als Tentpole (englisch: Zeltstange) bezeichnet man in der Filmwirtschaft die wichtigste Filmveröffentlichung einer Filmproduktionsgesellschaft in einem bestimmten Jahr, von der die Produzenten erwarten, dass sie zum Blockbuster mit dem höchsten Box Office wird. Der Begriff geht darauf zurück, dass ein solcher Film wie eine Zeltstange eine „stützende“ Funktion für die Produktionsgesellschaft haben soll.
Ein Tentpole soll durch seinen finanziellen Erfolg finanzielle Verluste von Flops ausgleichen. Um dieses Ziel zu erreichen, muss er eine möglichst breite Zielgruppe ansprechen („Four-Quadrant Movie“). Erfüllt ein solcher Film, dessen Entstehen oft mit einem erheblichen Produktionsbudget verbunden ist, jedoch an den Kinokassen nicht seine Erwartungen („Box Office Bomb“ oder „Flop“), kann dies zu erheblichen finanziellen Problemen für die Filmproduktionsgesellschaft führen. Deshalb sind Tentpoles oft Verfilmungen bekannter Bücher oder Comics, bei denen man die Popularität der Vorlagen auf den Film übertragen möchte.
Erfolgreiche Tentpole-Releases hingegen ziehen oft Fortsetzungen nach sich und begründen dadurch ein Franchise.
Nachdem im Jahr 2012 mit John Carter – Zwischen zwei Welten und Battleship zwei als Tentpole-Releases geplante Filme nur einen Bruchteil ihrer Kosten wieder eingespielt hatten, wurde die immer stärkere Konzentration der Filmstudios auf Tentpole-Releases kritisch diskutiert.